# NK Slavonac Gornja Bebrina
NK Slavonac je nogometni klub iz Gornje Bebrine.
Trenutačno se natječe se u 2. ŽNL Brodsko-posavskoj..
Najbolji igrač: